# Маклоу, Джексон
Джексон МакЛоу (англ. Jackson Mac Low; 12 сентября 1922, Чикаго — 8 декабря 2004, Нью-Йорк) — американский поэт, художник-перформансист, композитор и писатель. МакЛоу считается одним из классиков экспериментальной поэзии, известным своими опытами с использованием случайной комбинаторики и декомпозиции чужих текстов.

## Жизнь и творчество
Джексон МакЛоу получил образование в Чикагском университете и, позже, в Бруклинском колледже, специализируясь на греческом языке и этимологии. Под влиянием Гертруды Стайн и Джерарда Мэнли Хопкинса, а также интересуясь философией и буддизмом, МакЛоу стал сочинять стихотворения, которые представляли собой сценарии для перформансов, основанные на механизме случайности. С 1960-х годов Джексон МакЛоу принимал участие в многочисленных фестивалях экспериментальной поэзии, музыки и перформанса в США, Европе, Австралии, Японии и Новой Зеландии. МакЛоу был первым издателем литературных работ членов движения Флуксус, в частности в 1963 г. Маклоу и Ла Монте Янг опубликовали An Anthology of Chance Operations (Антология случайных действий). Произведения МакЛоу также неоднократно представлялись Джорджем Мачюнасом на фестивалях Флуксус.
Джексон МакЛоу часто сотрудничал с композитором Джоном Кейджем и своей женой Энн Тардос. Начиная с 1981 г., МакЛоу и Тардос сочинили, срежиссировали и исполнили семь радиопрограмм.
Джексон МакЛоу преподавал музыку и литературу во многих образовательных учреждениях, включая Маннес-колледж, Нью-Йоркский университет, Университет штата Нью-Йорк в Олбани, Бингемтонский университет, Калифорнийский университет в Сан-Диего, Университет Наропы, Бард-колледж и Брауновский университет.

## Награды
Джексон МакЛоу — лауреат литературных премий и наград, в том числе The America Awards for Literature (Poetry Award, 1994) и Dorothea Tanning Prize (The American Academy of Poets, 1999). МакЛоу также получал гранты и стипендии от таких объединений, как Creative Artists Public Service Program, the National Endowment for the Arts, the Guggenheim Foundation, PEN и the New York Foundation for the Arts.

## Избранные труды
- A Piece for Sari Dienes (1960)
- The Twin Plays (1966)
- Verdurous Sanguinaria (1967)
- August Light Poems (1967)
- 22 Light Poems (Black Sparrow, 1968)
- 23rd Light Poem (For Larry Eigner, 1969)
- Stanzas for Iris Lezak (Something Else Press, 1971)
- 4 trains (1974)
- 36th Light Poem (Buster Keaton, 1975)
- 21 Matched Asymmetries (1978)
- 54th Light Poem: For Ian Tyson (1978)
- A Dozen Douzains for Eve Rosenthal (1978)
- phone (1978)
- The Pronouns—A Collection of 40 Dances—For the Dancers (Station Hill Press, 1979)
- Asymmetries 1-260 (1980)
- «Is That Wool Hat My Hat?» (1982)
- Bloomsday (Station Hill Press,1984)
- French Sonnets (1984)
- Eight Drawing-Asymmetries (1985)
- The Virginia Woolf Poems (Burning Deck, 1985)
- Representative Works: 1938—1985 (1986)
- Words nd Ends from Ez (Avenue B, 1989)
- Twenties: 100 Poems (1991)
- Pieces o' Six: Thirty-Three Poems in Prose (Sun and Moon Classics, 1991)
- Twenties (Segue, January 1992)
- 42 Merzgedichte in memoriam Kurt Schwitters (Station Hill Press, 1994)
- From Pearl Harbor Day to FDR’s Birthday (1995)
- Barnesbook (1996)
- 20 Forties (1999)
- Doings: Assorted Performance Pieces 1955—2002 (Granary Books, 2005)
- 154 Forties (Counterpath, 2012)